# Weinert Győző
Weinert Győző (1890 – 1942) magyar filatéliai szakíró, bélyegszakértő.
Már Örvös János Philatelia c. Nyíregyházán kiadott szaklapjában 1915-ben megjelent cikkeire érdeklődést mutatott a magyar bélyeggyűjtő világ. 1918-ban alapítója, szerkesztője, majd haláláig kiadója lett a Pozsonyban, a nagyobb létszámú olvasótábor miatt német nyelven megjelent Donau-Post című filatelista szaklapnak. Elévülhetetlen érdemeket szerzett a magyar bélyegek nemzetközi népszerűsítésével. A Magyarország levélbélyegeinek katalógusa 1850–1924 cím alatt megjelent kötete hamar elfogyott. Ennek újabb, a megszállási bélyegekkel bővített kiadása 1925-ben jelent meg.